# تیغه پایه‌ای
تیغه پایه (Basal lamina) شبکه فشرده‌ای از پروتئین‌های گوناگون ومولکول‌های کربوهیدرات تخصص یافته‌ای در ماتریکس بیرون سلولی است که نقش‌های گوناگونی همچون تنظیم تکامل، تکثیر و ایجاد بستری برای مهاجرت‌های سلولی را بر دوش دارد. بسته به نوع بافت، غشای پایه، قطبیت سلولی، اثرات متابولیسم سلولی و ایجاد تمایز سلولی را مشخص می‌کند. غشای پایه از گلیکوپروتئین‌هایی همچون لامینین و انتاکتین، رشته‌های کلاژن IV و رشته‌های شبه کلاژن (شبکه‌ای) تشکیل شده‌است. پلی ساکارید هپارین سولفات و فیبرونکتین از دیگر ترکیبات غشای پایه می‌باشند. کلاژن نوع IV ساختار اصلی غشای پایه را پایه ریزی می‌کند.
در پستانداران دیواره‌هایی از ماتریکس برون سلولی بافت‌ها را به چندین بخش تقسیم می‌کند. غشای پایه شکل تخصص یافته‌ای از ماتریکس برون سلولی است که رگ‌های خونی سلول‌های ماهیچه‌ای ودستگاه عصبی راغلاف وار دربرمی گیرد. بخش دیگری ازماتریکس برون سلولی در مجاورت غشای پایه، بافت زمینه بینابینی نام دارد که بقیه سلول‌های بافتی و رگ‌های لنفاوی رانگه می‌دارد. به گونه طبیعی جمعیت‌های سلولی دو طرف ماتریکس برون سلولی حتی در هنگام بهبود زخم و تکوین اندام در جنین درهم نمی‌شوند. در پوست، غشای پایه اتصال گاه اپیدرمال-درمال است که منجر به جدایی درم و اپیدرم می‌شود.
غشای پایه، همچنین بافت پوششی را به بافت‌های زیر آن متصل نگه می‌دارد. بافت پوششی بر روی غشای پایه قرار گرفته‌است که مایه ارتباط پوشش اندام با بافت‌های زیرین می‌شود. غشای پایه در بیشتر اندام‌ها دیده می‌شود. به استثنای سینوزوئیدها و مویرگ‌های لنفی که غشای پایه دنباله دار ندارند.
در کلیه‌ها، فاصله میان اندوتلیوم مویرگ و سلول‌های اپیتلیوم در کپسول بومن با غشای پایه پر می‌شود. سلول‌های اپیتلیال در محل توری نیز از یکدیگر دور شده و روزنه‌های ایجاد می‌کنند که از راه غشای پایه موجود میان سلول‌های اندوتلیوم و اپیتلیوم با روزنه‌های میان سلول‌های اندوتلیوم در ارتباط بوده مسیری را به وجود می‌آورند که پلاسما از راه آن به کپسول بومن راه می‌یابد.
سلول‌های تومور برای انجام متاستاز می‌بایست از یکدیگر جدا گشته و اجزای غشای پایه و ماتریکس میان سلولی را تجزیه کنند تا بتوانند از غشای پایه بافت پوششی، ماتریکس میان سلولی و غشای پایه رگ‌ها عبور نمایند و وارد گردش خون شوند.

## بازگشتار
- هاروی لودیش، زیست‌شناسی سلولی ومولکولی لودیش، ترجمهٔ عباس بهادر، ابوالفضل اکبری، دیباج، شابک ۹۷۸-۹۶۴-۸۵۶۵-۱۰-۲